# Mary Ann MacClean
Mary Ann MacClean, född 20 november 1931 i Glasgow i Skottland, död 14 november 2005 i London, var med och grundade  sekten The Process Church of The Final Judgment. 

## Biografi
Mary Ann MacClean växte upp under enkla förhållanden med en ensamstående mor som ofta lämnade sin dotter hos släktingar. I början av 1960-talet flyttade MacClean till USA där hon levde ett utsvävande liv med boxaren Sugar Ray Robinson. Efter ett år återvände hon till  Storbritannien och London där hon livnärde sig som eskortflicka och blev medlem i Scientologikyrkan. Bland scientologerna träffade hon Robert Moor, senare känd som Robert DeGrimston; de gifte sig 1964 och skapade året därpå sekten The Process Church of The Final Judgment. DeGrimston kallade sig "Läraren" och MacClean "Oraklet" i den sekt som långsamt växte i antal sympatisörer och församlingar. Hon var ideologen och strategen, medan han var ansiktet utåt.
År 1974 informerade MacClean sin man att han var utesluten ur sin egen kyrka. Robert DeGrimston försvann till USA medan Mary Ann MacClean försökte vidareutveckla en sekt i dess dödsryckningar. År 1993 upplöstes The Process Church of The Final Judgment definitivt då deras tro och läror förklarades föråldrade och arkiven förstördes. MacClean fortsatte att engagera sig i andliga och politiska rörelser livet ut.